# 4083 Jody
4083 Jody (1985 CV) là một tiểu hành tinh vành đai chính được phát hiện ngày 12 tháng 2 năm 1985 bởi C. S. Shoemaker ở Palomar.